# サン・サルバトル・ド・ムンド (カーボベルデ)
サン・サルバトル・ド・ムンド（ポルトガル語: Concelho de São Salvador do Mundo）は、カーボベルデの基礎自治体のひとつ。

## 隣接行政区画
- サンタ・クルス
- サン・ロレンソ・ドス・オルガン
- リビエラ・グランデ・デ・サンティアゴ
- サンタ・カタリーナ

## 教区
- São Salvador do Mundo